# Primeira Liga de 2009–10
A Primeira Liga do Campeonato Português de Futebol da temporada 2009-2010 foi a 76ª edição do principal escalão do futebol português. Foi designada comercialmente por Liga Sagres pela segunda vez consecutiva. O Sport Lisboa e Benfica sagrou-se campeão nacional pela trigésima segunda vez. Nesta edição do campeonato, o Sporting de Braga conseguiu um feito histórico ao terminar a liga no 2º lugar pela primeira vez na sua história. O clube minhoto lutou até à última jornada pelo título, junto com o Benfica, estando durante a maior parte do campeonato na liderança. Este 2º lugar conquistado pelo Braga permitiu aos minhotos classificarem-se pela primeira vez à Liga dos Campeões.

## Regulamento
A Primeira Liga foi disputada por 16 clubes em duas voltas. Em cada volta, todas as equipas jogaram entre si uma única vez. Os jogos da segunda volta foram realizados na mesma ordem que na primeira, apenas trocando quem joga em casa. Não houve campeões por volta, tendo sido declarado campeão português o clube que obteve o maior número de pontos após as 30 jornadas.

### Critérios de desempate
Para estabelecimento da classificação geral dos clubes que, no final das competições se encontrassem com igual número de pontos, seriam aplicados, para efeitos de desempate, os seguintes critérios, segundo ordem de prioridade:
1. Número de pontos alcançados pelos clubes empatados, no jogo ou jogos que entre si realizaram;
2. Maior diferença entre o número de golos marcados e o número de golos sofridos pelos clubes empatados, nos jogos que realizaram entre si;
3. Maior número de golos marcados no campo do adversário, nos jogos que realizaram entre si;
4. Maior diferença entre o número dos golos marcados e o número de golos sofridos pelos clubes nos jogos realizados em toda a competição;
5. O maior número de vitórias em toda a competição;
6. O maior número de golos marcados em toda a competição.

Se, após a aplicação sucessiva dos critérios estabelecidos, ainda subsistisse situação de igualdade, observar-se-ia o seguinte critério de desempate: 
1. Se só houver duas equipas empatadas, realizar-se-ia um jogo em campo neutro, a designar pela Liga P.F.P.. Se, findo o tempo regulamentar, se mantivesse o empate, proceder-se-ia a um prolongamento de trinta minutos, dividido em duas partes de quinze minutos; se a situação de empate subsistisse findo o tempo de prolongamento, apurar-se-ia o vencedor através do sistema de marcação de pontapés de grande penalidade.
2. Tratando-se de mais de duas equipas em situação de igualdade, realizar-se-ia uma competição a uma só volta, em campo neutro, para encontrar o vencedor;
3. Se, finda esta competição, não se encontrasse o vencedor e ficassem duas ou mais equipas empatadas, proceder-se-ia ao desempate de acordo com os critérios supracitados.

## A bola
Nesta temporada a bola usada na Liga foi a Terrapass, uma bola criada propositadamente para as provas da LPFP, inspirada na bandeira portuguesa.

## Televisão

### Em Portugal
Em Portugal os jogos foram transmitidos pela Sport TV e RTP 1. Em cada jornada, a RTP 1 transmitiu o jogo de um dos chamados três grandes - Benfica, Porto ou Sporting.

### No Brasil
Os canais Bandsports (tv por assinatura) e Esporte Interativo (tv aberta) transmitiram a liga com exclusividade.

## Participantes
| Equipas              | Equipas           | Equipas            | Equipas                             | Equipas                   | Equipas |
| Equipa               | Cidade            | Treinador          | Estádio                             | Época 2008-2009           |         |
| -------------------- | ----------------- | ------------------ | ----------------------------------- | ------------------------- | ------- |
| Académica de Coimbra | Coimbra           | André Villas Boas  | Estádio Cidade de Coimbra           | 7º lugar                  |         |
| Belenenses           | Belém             | António Conceição  | Estádio do Restelo                  | 15º lugar                 |         |
| Benfica              | Lisboa            | Jorge Jesus        | Estádio da Luz                      | 3º lugar                  |         |
| Braga                | Braga             | Domingos Paciência | Estádio Municipal de Braga          | 5º lugar                  |         |
| Leixões              | Matosinhos        | Castro Santos      | Estádio do Mar                      | 6º lugar                  |         |
| Marítimo             | Funchal           | Van der Gaag       | Estádio dos Barreiros               | 9º lugar                  |         |
| Nacional da Madeira  | Funchal           | Manuel Machado     | Estádio da Madeira                  | 4º lugar                  |         |
| Naval                | Figueira da Foz   | Augusto Inácio     | Estádio Municipal José Bento Pessoa | 13º lugar                 |         |
| Olhanense            | Olhão             | Jorge Costa        | Estádio José Arcanjo                | 1º lugar da Liga de Honra |         |
| Paços de Ferreira    | Paços de Ferreira | Ulisses Morais     | Estádio da Mata Real                | 10º lugar                 |         |
| Porto                | Porto             | Jesualdo Ferreira  | Estádio do Dragão                   | 1º lugar                  |         |
| Rio Ave              | Vila do Conde     | Carlos Brito       | Estádio dos Arcos                   | 12º lugar                 |         |
| Sporting             | Lisboa            | Carlos Carvalhal   | Estádio José Alvalade               | 2º lugar                  |         |
| Vitória de Guimarães | Guimarães         | Paulo Sérgio       | Estádio D. Afonso Henriques         | 8º lugar                  |         |
| Vitória de Setúbal   | Setúbal           | Manuel Fernandes   | Estádio do Bonfim                   | 14º lugar                 |         |
| União de Leiria      | Leiria            | Lito Vidigal       | Estádio Dr. Magalhães Pessoa        | 2º lugar da Liga de Honra |         |

### Sorteio
O sorteio das jornadas da prova realizou-se no dia 11 de Julho.
O sorteio da época 2009/2010 caracterizou-se por ser um sorteio inovador, não sendo a tradicional extracção manual das bolas. De forma também a harmonizar o campeonato em termos de jogos e da sua distribuição o sorteio teve algumas condicionantes:
1. não haver "clássicos nacionais" (jogos entre Porto, Sporting e Benfica) e "clássicos regionais" (Vitória de Guimarães contra Braga e Marítimo contra Nacional da Madeira) nas primeiras quatro jornadas;
2. não haver "clássicos" em jornadas consecutivas;
3. Benfica e Sporting, Porto e Leixões, Braga e Vitória de Guimarães, Nacional da Madeira e Marítimo jogam em casa sempre desencontrados, isto é, quando um deles joga em casa o outro joga fora;
4. não haver deixas de um "grande" para outro, isto é, um clube "pequeno" não joga consecutivamente com dois "grandes";
5. Porto, Sporting e Benfica não podem jogar dois clássicos em casa ou fora na primeira volta.

Assim a destacar o sorteio ditou o primeiro derby à sexta jornada, entre Porto e Sporting; Sporting e Benfica defrontaram-se em Alvalade, na 11.ª jornada. O derby Benfica-Porto jogou-se à 14.ª jornada.

## Classificação

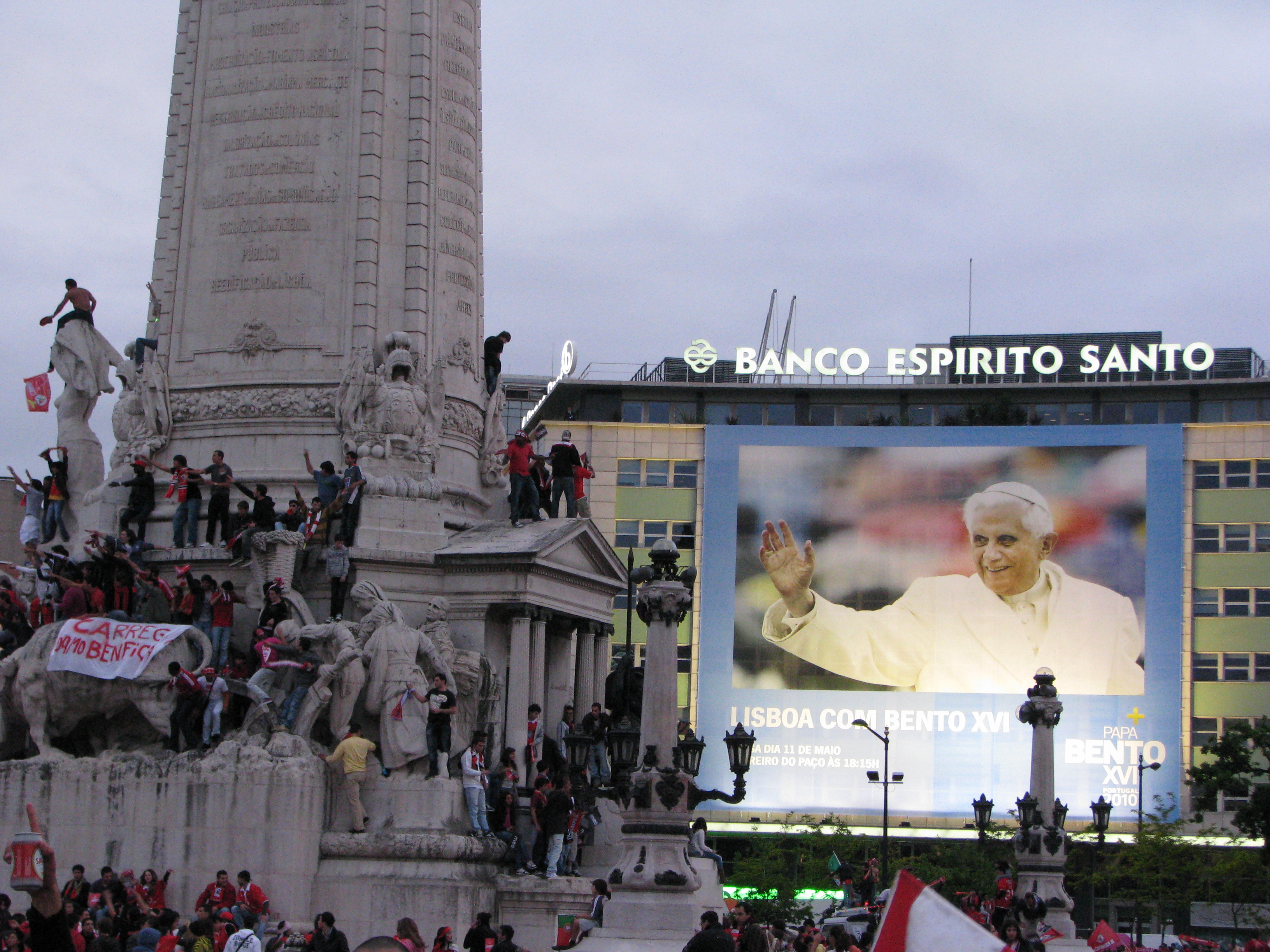
Adeptos do Benfica a celebrarem o título conquistado.

| Primeira Liga | Primeira Liga        | Primeira Liga | Primeira Liga | Primeira Liga | Primeira Liga | Primeira Liga | Primeira Liga | Primeira Liga | Primeira Liga | Primeira Liga | Primeira Liga | Primeira Liga |
| Equipa | Equipa               | Pts           | J             | V             | E             | D             | GM            | GS            | +/-           | %             |               |               |
| --- | -------------------- | ------------- | ------------- | ------------- | ------------- | ------------- | ------------- | ------------- | ------------- | ------------- | ------------- | ------------- |
| 1 | Benfica (C)          | 76            | 30            | 24            | 4             | 2             | 78            | 20            | +58           | 84            |               |               |
| 2 | Braga                | 71            | 30            | 22            | 5             | 3             | 48            | 20            | +28           | 79            |               |               |
| 3 | Porto                | 68            | 30            | 21            | 5             | 4             | 70            | 25            | +45           | 76            |               |               |
| 4 | Sporting             | 48            | 30            | 13            | 9             | 8             | 42            | 26            | +16           | 54            |               |               |
| 5 | Marítimo             | 41            | 30            | 11            | 8             | 11            | 42            | 43            | -1            | 46            |               |               |
| 6 | Vitória de Guimarães | 41            | 30            | 11            | 8             | 11            | 31            | 34            | -3            | 46            |               |               |
| 7 | Nacional da Madeira  | 39            | 30            | 10            | 9             | 11            | 36            | 46            | -10           | 43            |               |               |
| 8 | Naval                | 36            | 30            | 10            | 6             | 14            | 20            | 35            | -15           | 40            |               |               |
| 9 | União de Leiria      | 35            | 30            | 9             | 8             | 13            | 35            | 41            | -6            | 39            |               |               |
| 10 | Paços de Ferreira    | 35            | 30            | 8             | 11            | 11            | 32            | 37            | -5            | 39            |               |               |
| 11 | Académica de Coimbra | 33            | 30            | 8             | 9             | 13            | 37            | 42            | -5            | 37            |               |               |
| 12 | Rio Ave              | 31            | 30            | 6             | 13            | 11            | 22            | 33            | -11           | 34            |               |               |
| 13 | Olhanense            | 29            | 30            | 5             | 14            | 11            | 31            | 46            | -15           | 32            |               |               |
| 14 | Vitória de Setúbal   | 25            | 30            | 5             | 10            | 15            | 29            | 57            | -28           | 28            |               |               |
| 15 | Belenenses (D)       | 23            | 30            | 4             | 11            | 15            | 23            | 44            | -25           | 21            |               |               |
| 16 | Leixões (D)          | 21            | 30            | 5             | 6             | 19            | 25            | 51            | -26           | 23            |               |               |
| Pts – Pontos ganhos; J – Jogos; V - Vitórias; E - Empates; D - Derrotas; GM – Golos marcados; GS – Golos sofridos; +/- – diferença de golos; % - Aproveitamento de pontos; (C) - Campeão; (D) - Desqualificado para a Liga de Honra |                      |               |               |               |               |               |               |               |               |               |               |               |

|  | |
|  | Zona de qualificação à fase de grupos da Liga dos Campeões da UEFA de 2010-11                                |
|  | Zona de qualificação para a eliminatórias de acesso à fase de grupos da Liga dos Campeões da UEFA de 2010-11 |
|  | Zona de qualificação à Liga Europa da UEFA de 2010-11                                                        |
|  | Zona de despromoção à Liga de Honra de 2010-11                                                               |

## Campeão
| Campeão Português 2009/2010 |
| --------------------------- |
| Benfica 32° título          |

## Confrontos
Para ler a tabela, a linha horizontal representa os jogos da equipa anfitriã. A coluna vertical indica os jogos da equipa como visitante.
Jogos "clássicos" estão em sublinhados. Resultados da primeira volta estão em verde, e os da segunda a castanho. O jogo que deu o título ao Benfica está a vermelho.
|                      | ACA | BEL | BEN | BRA | LEI | MAR | NAC | NAV | OLH | PAÇ | POR | RAV | SCP | VGU | VSE | ULE |
| -------------------- | --- | --- | --- | --- | --- | --- | --- | --- | --- | --- | --- | --- | --- | --- | --- | --- |
| Académica de Coimbra | —   | 1-1 | 2-3 | 0-2 | 2-0 | 2-4 | 3-3 | 2-0 | 1-1 | 1-1 | 1-2 | 0-1 | 0-2 | 2-0 | 3-0 | 0-0 |
| Belenenses           | 1-2 | —   | 0-4 | 1-3 | 1-3 | 2-2 | 0-1 | 2-0 | 0-0 | 0-3 | 0-3 | 0-0 | 4-0 | 0-1 | 0-0 | 5-2 |
| Benfica              | 4-0 | 1-0 | —   | 1-0 | 5-0 | 1–1 | 6-1 | 1-0 | 5-0 | 3-1 | 1-0 | 2-1 | 2-0 | 3-1 | 8-1 | 3-0 |
| Braga                | 1–0 | 3-1 | 2-0 | —   | 3-1 | 2-1 | 2-0 | 0-0 | 3-1 | 1-0 | 1-0 | 1-0 | 1-0 | 3-2 | 2-0 | 2-0 |
| Leixões              | 1-3 | 0–0 | 0-4 | 1-1 | —   | 1-2 | 2-4 | 1-0 | 2-2 | 2-0 | 0-0 | 0-0 | 1-2 | 3-1 | 1-2 | 3-2 |
| Marítimo             | 0-0 | 3-3 | 0-5 | 1-2 | 1-0 | —   | 1-1 | 1-2 | 5-2 | 3-1 | 1-0 | 0-1 | 3-2 | 0-1 | 2-0 | 1-0 |
| Nacional da Madeira  | 4-3 | 1-0 | 0-1 | 1-1 | 1-0 | 2-1 | —   | 1-1 | 1-1 | 1-1 | 0-4 | 1-1 | 1–1 | 2-0 | 2-1 | 2-0 |
| Naval                | 0-1 | 1-0 | 2-4 | 0-4 | 1-0 | 2-1 | 0-0 | —   | 0–0 | 1-0 | 1-3 | 3-2 | 0-1 | 0-0 | 0-1 | 1-0 |
| Olhanense            | 2-1 | 1-3 | 2-2 | 0-1 | 1-0 | 1-2 | 1-0 | 1-0 | —   | 1-1 | 0-3 | 0-1 | 0-0 | 0-2 | 2-2 | 0-0 |
| Paços de Ferreira    | 2-1 | 0-0 | 1-3 | 0-1 | 1-1 | 1-0 | 2-1 | 1-3 | 2-2 | —   | 1–1 | 1–1 | 0-0 | 0-0 | 5-3 | 0-1 |
| Porto                | 3-2 | 1-1 | 3-1 | 5-1 | 4-1 | 4-1 | 3-0 | 3-0 | 2-2 | 1-1 | —   | 2-1 | 1-0 | 3-0 | 2-0 | 3-2 |
| Rio Ave              | 0-0 | 0-0 | 0-1 | 1-1 | 2-0 | 0-0 | 2-0 | 0-0 | 1-5 | 1-2 | 0-1 | —   | 2-2 | 0-0 | 1-0 | 0-2 |
| Sporting             | 1-2 | 0-0 | 0-0 | 1-2 | 1-0 | 1-1 | 3-2 | 0-1 | 3-2 | 1-0 | 3-0 | 5-0 | —   | 3-1 | 2-1 | 0-1 |
| Vitória de Guimarães | 1-0 | 2-0 | 0-1 | 1-0 | 2-0 | 1-2 | 2-0 | 3-0 | 1-1 | 1-2 | 1-4 | 1-0 | 1-1 | —   | 2-2 | 2-2 |
| Vitória de Setúbal   | 1-1 | 1-2 | 1-1 | 0-0 | 1-0 | 3-2 | 2-1 | 0-1 | 0-0 | 0-1 | 2-5 | 2-2 | 0-2 | 0–0 | —   | 0-4 |
| União de Leiria      | 1-1 | 1-0 | 1-2 | 1-2 | 2-1 | 0–0 | 1-2 | 2-0 | 2-0 | 2-1 | 1-4 | 1–1 | 1-1 | 0-1 | 3-3 | —   |

## Melhores Marcadores
| # | Jogador       | Clube               | Golos |
| 1 | Óscar Cardozo | Benfica             | 26    |
| 2 | Falcao        | Porto               | 25    |
| 3 | Liedson       | Sporting            | 13    |
| 4 | Cássio        | União de Leiria     | 12    |
| 4 | Edgar Silva   | Nacional da Madeira | 12    |
| 4 | Djalmir       | Olhanense           | 12    |

## Maiores assistências
| # | Público | Visitado | Resultado | Visitante | Local                  | Jornada |
| - | ------- | -------- | --------- | --------- | ---------------------- | ------- |
| 1 | 64.103  | Benfica  | 2-1       | Rio Ave   | Estádio da Luz, Lisboa | 30ª     |
| 2 | 63.679  | Benfica  | 1-0       | Braga     | Estádio da Luz, Lisboa | 24ª     |
| 3 | 62.147  | Benfica  | 5-0       | Olhanense | Estádio da Luz, Lisboa | 28ª     |
| 4 | 59.317  | Benfica  | 2-0       | Sporting  | Estádio da Luz, Lisboa | 26ª     |
| 5 | 58.659  | Benfica  | 1-0       | Porto     | Estádio da Luz, Lisboa | 14ª     |

Actualizado a 10 de Maio de 2010 (último dia da competição)

## Futebolista do Mês
O Prémio do Futebolista do Mês eleito pelo Sindicato dos Jogadores de Futebol no decorrer da época:
| Mês       | Jogador        | Posição      | Clube             |
| Setembro  | Alan           | Avançado     | Braga             |
| Outubro   | Djalma         | Avançado     | Marítimo          |
| Novembro  | João Tomás     | Avançado     | Rio Ave           |
| Dezembro  | Javier Saviola | Avançado     | Benfica           |
| Janeiro   | Mossoró        | Avançado     | Braga             |
| Fevereiro | Coelho         | Guarda-redes | Paços de Ferreira |
| Março     | Liedson        | Avançado     | Sporting          |
| Abril     | Di María       | Avançado     | Benfica           |

## Mudanças de técnicos
| Clube                | Saíu                | Data        | Entrou                                                             | Data        | Ref                         |
| -------------------- | ------------------- | ----------- | ------------------------------------------------------------------ | ----------- | --------------------------- |
| Naval                | Ulisses Morais      | 7/Set/2009  | Augusto Inácio                                                     | 12/Set/2009 | [ 17 ] [ 18 ]               |
| Vitória de Setúbal   | Carlos Azenha       | 14/Set/2009 | Quim (interino) Manuel Fernandes                                   | 21/Out/2009 | [ 19 ] [ 20 ] [ 21 ]        |
| Marítimo             | Carlos Carvalhal    | 28/Set/2009 | Van der Gaag                                                       | 11/Out/2009 | [ 22 ] [ 23 ] [ 24 ]        |
| Académica de Coimbra | Rogério Gonçalves   | 3/Out/2009  | Zé Nando (interino) André Villas Boas                              | 13/Out/2009 | [ 25 ] [ 26 ] [ 27 ]        |
| Vitória de Guimarães | Nelo Vingada        | 7/Out/2009  | Basílio Marques (interino) Paulo Sérgio                            | 13/Out/2009 | [ 28 ] [ 29 ] [ 30 ]        |
| Paços de Ferreira    | Paulo Sérgio        | 13/Out/2009 | Ulisses Morais                                                     | 17/Out/2009 | [ 30 ] [ 31 ]               |
| União de Leiria      | Manuel Fernandes    | 19/Out/2009 | Lito Vidigal                                                       | 21/Out/2009 | [ 32 ] [ 33 ]               |
| Sporting             | Paulo Bento         | 6/Nov/2009  | Leonel Pontes (interino) Carlos Carvalhal                          | 15/Nov/2009 | [ 34 ] [ 35 ] [ 36 ]        |
| Nacional da Madeira  | Manuel Machado      | 30/Nov/2009 | José Augusto (interino) Predrag Jokanovic(interino) Manuel Machado | 26/Jan/2010 | [ 37 ] [ 38 ] [ 39 ] [ 40 ] |
| Belenenses           | João Carlos Pereira | 21/Dez/2009 | Toni                                                               | 21/Dez/2009 | [ 41 ] [ 42 ]               |
| Leixões              | José Mota           | 9/Fev/2010  | Castro Santos                                                      | 9/Fev/2010  | [ 43 ] [ 44 ]               |